# جان هانتسمن سینیر
جان هانتسمن سینیِر (انگلیسی: Jon Huntsman Sr؛ زادهٔ ۲۱ ژوئن ۱۹۳۷-۲ فوریهٔ ۲۰۱۸) تاجر اهل ایالات متحده آمریکا، بنیانگذار و مدیر عامل شرکت شیمیایی هانسمن بزرگترین تولیدکننده پلی‌استایرن در آمریکا است.
این شرکت محصولات گوناگون شیمیایی چون پلی یورتان‌ها و منسوجات را تولید می‌کند. هانتسمن بیش از ۱٫۲ میلیارد دلار در زمینه‌های پژوهش سرطان، برنامه‌های دانشگاهی و کمک به ارمنستان به‌طور خیریه اهدا کرده‌است.

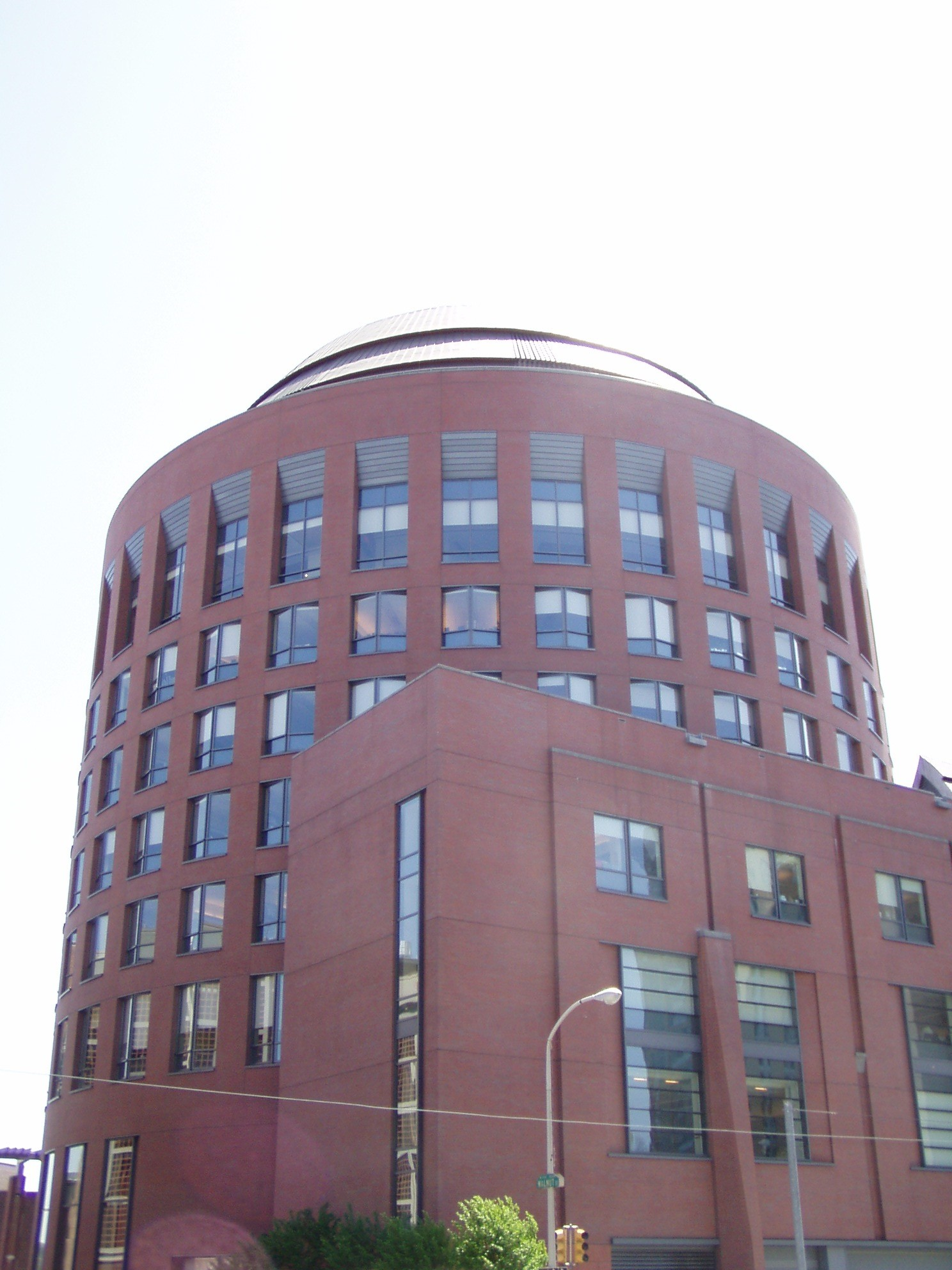
تالار هانتسمن در مدرسه وارتون دانشگاه پنسیلوانیا